# Smokeys dröm - när Formel 1 kom till byn
Smokeys dröm - när Formel 1 kom till byn är en dokumentärfilm som berättar historien om när Formel 1 arrangerades i Anderstorp i Småland mellan åren 1973 och 1978, Sveriges Grand Prix. Filmen berättar hur detta blev möjligt tack vare en man och hans vilda drömmar. För entreprenören och eldsjälen Sven "Smokey" Åsberg var inget omöjligt och alla metoder tillåtna. Dokumentären hade premiär på Sveriges Television 20 augusti 2024.

## Fotnoter
1. ↑  Sveriges Television AB, Stockholm Sweden. ”Smokeys dröm - när Formel 1 kom till byn”. https://www.svtplay.se/video/eXYg3Qd/smokeys-drom-nar-formel-1-kom-till-byn. Läst 16 september 2024.